# Mabon
Mabon (pronuncia-se Mêibon) é também conhecido como  Equinócio de Outono ou Lar da Colheita ou Festival da Segunda Colheita. Dia sagrado no paganismo, em especial na religião Wicca. Celebrado no dia do equinócio de outono, que corresponde a aproximadamente dia 20 de março no hemisfério Sul e no dia 22 de setembro no hemisfério Norte (as datas dos equinócios podem apresentar uma variação de até 3 dias de acordo com o ano).

## Simbolismo
Esse sabbat (Brasil), ocorre entre o Primeiro festival da colheita (Lughnasadh) e o Ano novo pagão (Samhain), marca o início do outono, dia santo pagão de descanso da colheita e comemoração, uma época de agradecimento aos Deuses por tudo o que foi colhido e caçado. É uma época de equilíbrio, onde o dia e a noite têm a mesma duração.
Este é o dia de ação de graças do paganismo. Data onde os pagãos honram o Deus em seu aspecto de semente e a Grande Mãe em seu aspecto de Provedora.
O nome Mabon veio de um Deus Celtas (também conhecido como Angus), o Deus do Amor. Esta é a ocasião ideal para pedirmos por todos aqueles que amamos, além de todos os que estão doentes ou velhos.

## Reciclagem Perfeita
"Momento em que celebramos o equilíbrio e agradecemos a Deusa (Senhora da Colheita – Mãe Terra) pela abundância que colhemos e que irá nos sustentar pelos meses do inverno. É a fase anciã do “Deus Sol”, que se prepara para morrer - envelhecendo e morrendo lentamente como as plantas colhidas da Terra. Em forma de semente é recolhido ao ventre da Mãe em preparação para o Seu retorno novamente.
É a fase anciã do “Deus Sol”, que se prepara para morrer... Ele está envelhecendo e morrendo lentamente como as plantas colhidas da Terra. Em forma de semente é recolhido ao ventre da Mãe em preparação para o Seu retorno novamente.

## Momento do Agora
Eis o momento de meditarmos sobre as escolhas e no resultado da segunda colheita realizada. Se foi bom ótimo, louvemos a mesa farta e o equilíbrio. Se não foi, perfeito está - sejamos gratos, pois é chegada a hora do repensar aos erros e acertos e na eliminação do que já não serve mais. Oportunidade esta, que favorece o desacelerar e a recriar novos projetos para o próximo semear, aonde o desapegar ao velho é imprescindível - o adeus ao passado e a inutilidade, pois que este é o momento da prestação de conta com o nosso "Eu Maior".

## Costumes e tradições

### Celebrações
Todo e qualquer ser tem o direito de explanar a sua fé - é livre e apto a amar a vida na forma em que se identifica. Nesse sentido, aos que correspondem com as vibrações cíclicas da vida, celebram o início do outono em ritualísticas compartilhadas ou não, dentro do paganismo ou não, e enfim... Vivem em unidade ao amor maior, independente de culturas e dogmas.
É tradição reunir os amigos para um jantar, a fim de celebrar a fartura e comemorar as conquistas.
Também é costume retirar um tempo para dar uma atenção à sua casa, como consertar objetos estragados, restabelecer os estoques ou simplesmente fazer uma faxina. É comum em algumas tradições realizar uma bênção na casa no dia de Mabon.
As noites já começaram a ficar mais longas, desde o Solstício de Verão; aproxima-se a época da partida do Deus para a Terra do Verão, deixando a sua própria semente no ventre da Deusa, de onde renascerá (mantendo o eterno ciclo do nascer-morrer-renascer).

## Correspondências

### Aspectos da Deusa e do Deus no Mabon[1]
Mãe dos Grãos e o Filho dos Grãos

### Mãe dos Grãos
- A energia que habita o grão maduro;
- Aquela que dá a vida as colheitas
- Mãe Terra Provedora.

OUTROS NOMES: Espírito dos Grãos e Mãe do Milho.
DEUSAS CORRESPONDENTES: Deméter, Perséfone, Ceres, Grainne e Tailtu.

### Filho dos Grãos
Sua representatividade é a expressão da esperança de abundância, fartura e nutrição presente que vive adormecida no interior das sementes colhidas e que serão plantadas após rigoroso período do inverno.
- O Filho do Espírito dos Grãos;
- A destruição do velho;
- A nova VIDA surgindo da velha.

DEUSES CORRESPONDENTES: Mabon, Angus, Maponos, Tammuz, Deméter e Perséfone.

### Veja mais...
Em cada um dos oito sabbats da Roda do Ano na religião Wicca existem correspondências específicas para a composição dos rituais baseadas nos simbolismos de cada época:
- Plantas e frutos: flores de acácia, benjoim, madressilva, malmequer, mirra, folhas e cascas de carvalho.

- Comidas típicas: maçãs, nozes, castanhas, amêndoas, milho, amoras pretas, jabuticabas, cravo, além de pães, tortas e outros pratos feitos a partir dos frutos da estação.

- Bebidas típicas: vinhos, cervejas, sidras, além de sucos e outras bebidas preparadas a partir dos frutos da estação (em especial a maçã).

- Incensos: cravo, patchouli, mirra, maçã, benjoim e sálvia.

- Cores: marrom, verde, laranja e amarela. (Cores outonais no geral).

- Pedras: cornalina, lápis-lázuli, safira e ágata amarela.